# Changement climatique en Tanzanie
 (mars 2023).
La mise en forme du texte ne suit pas les recommandations de Wikipédia : il faut le « wikifier ».
Les points d'amélioration suivants sont les cas les plus fréquents. Le détail des points à revoir est peut-être précisé sur la page de discussion.
- Les titres sont pré-formatés par le logiciel. Ils ne sont ni en capitales, ni en gras.
- Le texte ne doit pas être écrit en capitales (les noms de famille non plus), ni en gras, ni en italique, ni en « petit »…
- Le gras n'est utilisé que pour surligner le titre de l'article dans l'introduction, une seule fois.
- L'italique est rarement utilisé : mots en langue étrangère, titres d'œuvres, noms de bateaux, etc.
- Les citations ne sont pas en italique mais en corps de texte normal. Elles sont entourées par des guillemets français : « et ».
- Les listes à puces sont à éviter, des paragraphes rédigés étant largement préférés. Les tableaux sont à réserver à la présentation de données structurées (résultats, etc.).
- Les appels de note de bas de page (petits chiffres en exposant, introduits par l'outil «  Source ») sont à placer entre la fin de phrase et le point final[comme ça].
- Les liens internes (vers d'autres articles de Wikipédia) sont à choisir avec parcimonie. Créez des liens vers des articles approfondissant le sujet. Les termes génériques sans rapport avec le sujet sont à éviter, ainsi que les répétitions de liens vers un même terme.
- Les liens externes sont à placer uniquement dans une section « Liens externes », à la fin de l'article. Ces liens sont à choisir avec parcimonie suivant les règles définies. Si un lien sert de source à l'article, son insertion dans le texte est à faire par les notes de bas de page.
- La présentation des références doit suivre les conventions bibliographiques. Il est recommandé d'utiliser les modèles {{Ouvrage}}, {{Chapitre}}, {{Article}}, {{Lien web}} et/ou {{Bibliographie}}. Le mode d'édition visuel peut mettre en forme automatiquement les références.
- Insérer une infobox (cadre d'informations à droite) n'est pas obligatoire pour parachever la mise en page.

Pour une aide détaillée, merci de consulter Aide:Wikification.
Si vous pensez que ces points ont été résolus, vous pouvez retirer ce bandeau et améliorer la mise en forme d'un autre article.
 (mars 2023).
Si vous disposez d'ouvrages ou d'articles de référence ou si vous connaissez des sites web de qualité traitant du thème abordé ici, merci de compléter l'article en donnant les références utiles à sa vérifiabilité et en les liant à la section « Notes et références ».
En pratique : Quelles sources sont attendues ? Comment ajouter mes sources ?
La Tanzanie fait partie des nombreux pays du continent africain touché par le réchauffement climatique. Les températures en Tanzanie augmentent avec une probabilité plus élevée d'épisodes de précipitations intenses (entraînant des inondations) et de périodes de sécheresse (entraînant des sécheresses),.

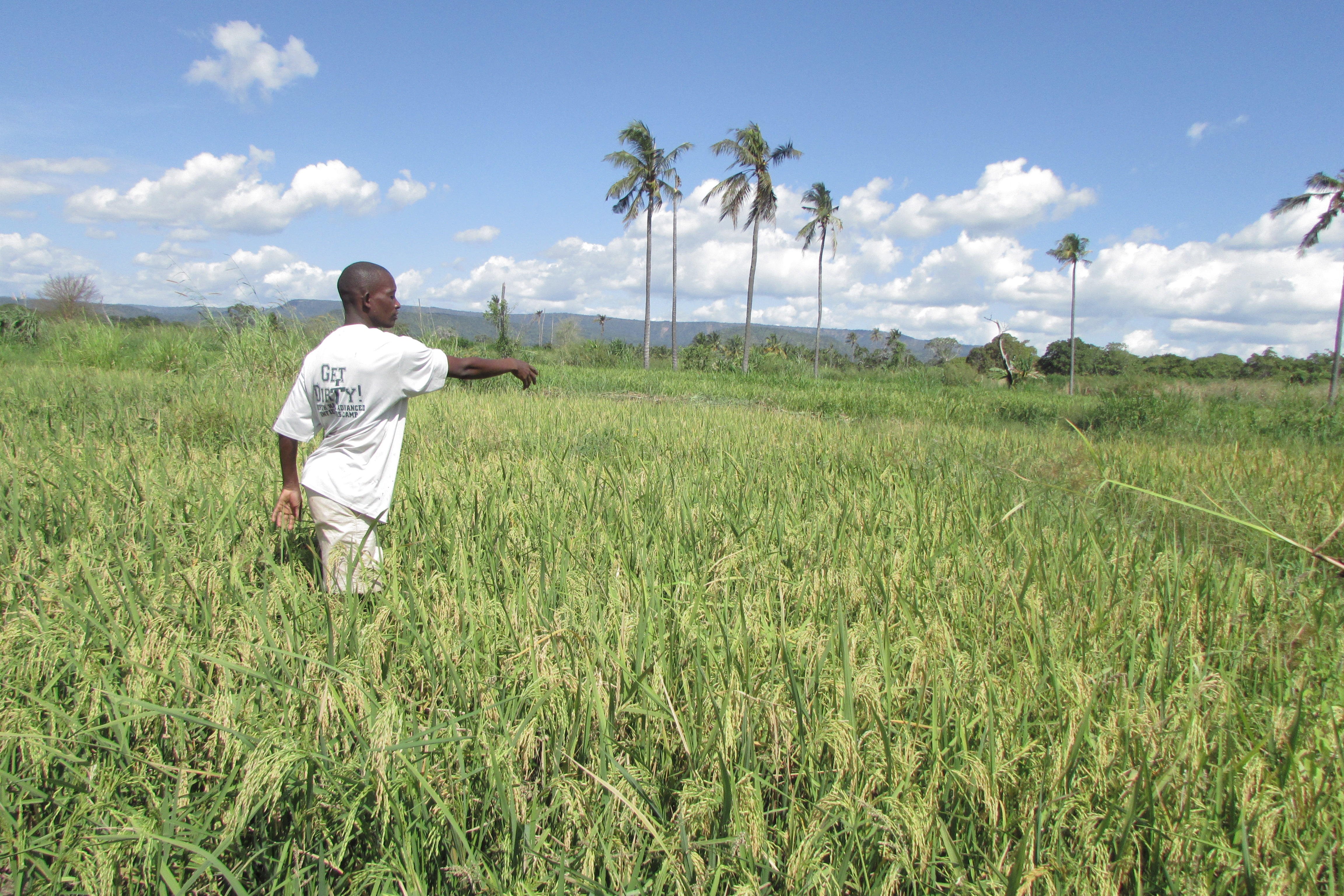
Riziculteur tanzanien. Les activités agricoles seront affectées par le changement climatique.

La rareté de l'eau est devenue un problème croissant et de nombreux plans d'eau importants ont connu des baisses extrêmes des niveaux d'eau ces derniers temps, notamment le lac Victoria, le lac Tanganyika, le lac Jipe et le lac Rukwa,. Le secteur agricole tanzanien qui emploie la moitié de la population, est particulièrement vulnérable car les agriculteurs dépendent de l'agriculture pluviale. D'autre part, l'augmentation des précipitations intenses a entraîné des inondations dans toute la région,. L'élévation du niveau de la mer et les changements dans la qualité de l'eau devraient avoir un impact significatif sur ces secteurs et constituer un défi permanent pour la Tanzanie.
La Tanzanie a produit un programme d'action national d'adaptation (PANA) en 2007, conformément au mandat de la Convention-cadre des Nations unies sur les changements climatiques. Le PANA identifie les secteurs de l'agriculture, de l'eau, de la santé et de l'énergie comme les secteurs les plus vulnérables de la Tanzanie au changement climatique,. En 2015, la Tanzanie a soumis ses contributions prévues déterminées au niveau national (INDC).

## Impacts sur le milieu naturel

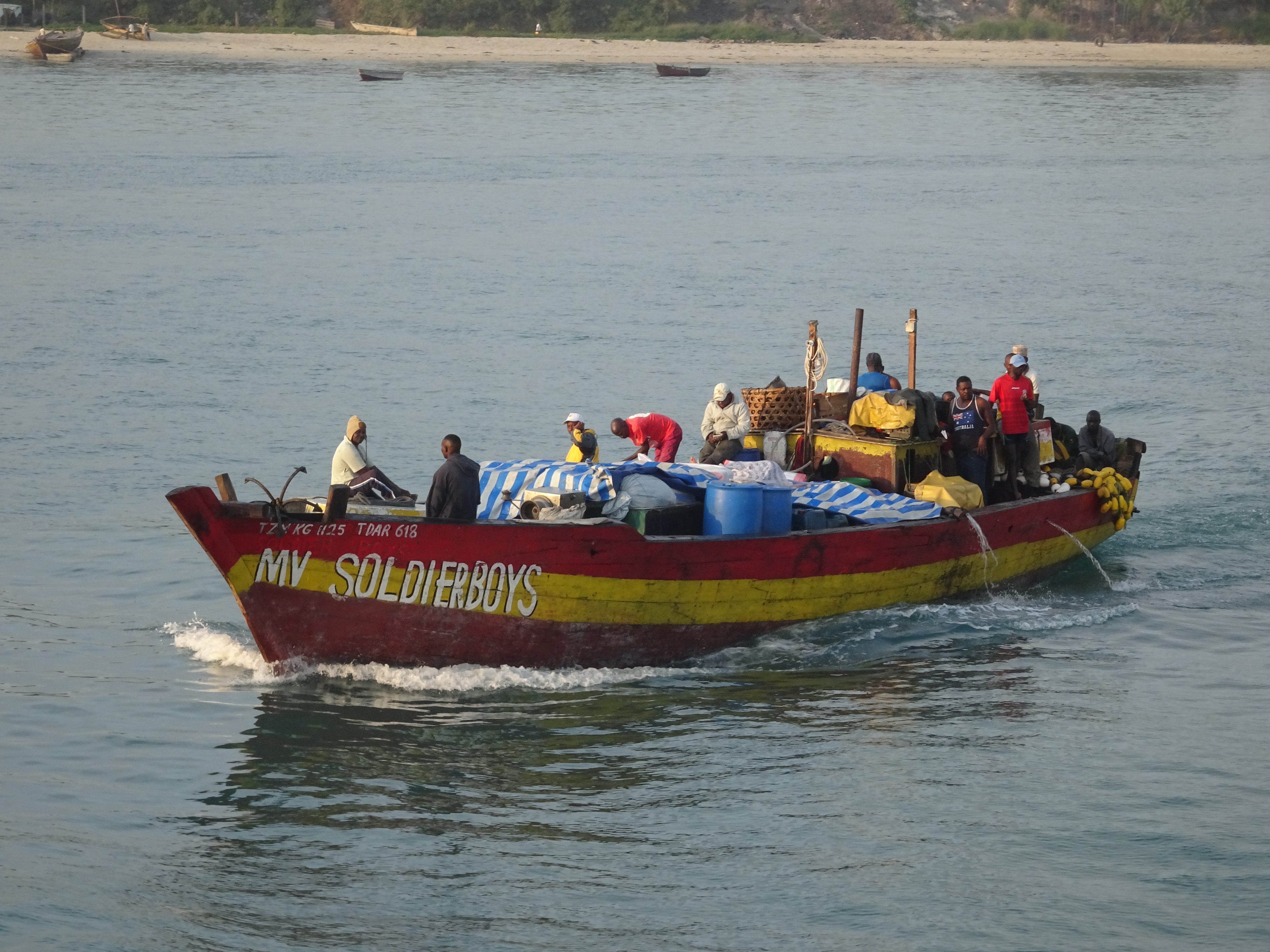
Bateau de pêche au large de Dar es Salaam. La pêche sera affectée par les modifications des écosystèmes dues au changement climatique.

Entre 1981 et 2016, il y a des zones marquées d'assèchement dans certaines parties du nord-est et une grande partie du sud de la Tanzanie. En revanche, des tendances de mouillage modérées se sont produites dans le centre de la Tanzanie et des tendances de mouillage plus fortes dans le nord-ouest du pays. Pour les précipitations, il y a un fort accord pour des diminutions du nombre moyen de jours de pluie et des augmentations de la quantité de précipitations chaque jour de pluie (l'« intensité des précipitations »). Pris ensemble, ces changements suggèrent des précipitations plus variables, avec à la fois une probabilité plus élevée de périodes sèches (telles que des sécheresses) et une probabilité plus élevée d'épisodes de précipitations intenses (souvent associées à des inondations). Les effets du changement climatique des sécheresses graves, des inondations, des décès de bétail, des mauvaises récoltes et des épidémies de maladies (telles que le choléra et le paludisme) sont susceptibles d'être régulièrement observés.

## Impacts sur les personnes

### Impacts économiques

#### Agriculture
En Tanzanie, l'agriculture (y compris l'élevage) est le secteur dominant de l'économie, fournissant des moyens de subsistance, des revenus et des emplois. Il est également identifié comme le secteur le plus vulnérable au changement climatique. Une augmentation de la température par 2°C - 4°C est susceptible de modifier la répartition des sept zones agro-écologiques de la Tanzanie. Les zones qui avaient l'habitude de cultiver des cultures pérennes conviendraient aux cultures annuelles. Le changement climatique aurait tendance à accélérer la croissance des plantes et à réduire la durée des saisons de croissance.
Une étude de 2011 a révélé que les rendements des cultures sont à la fois affectés par le chauffage et une variabilité accrue. Une augmentation de la température par 2°C pendant la saison de croissance, comme prévu d'ici 2050, réduira probablement les rendements du riz, du sorgho et du maïs de 7,6 %, 8,8 % et 13 % respectivement en Tanzanie. Il a été constaté qu'une augmentation de 20 % de la variabilité des précipitations entre les saisons réduisait les rendements du riz, du sorgho et du maïs de 7,6 %, 7,2 % et 4,2 % respectivement d'ici 2050. Par exemple, une grave sécheresse à Dodoma a entraîné une baisse de 80 % des récoltes.

### Impacts sur la santé
Il existe un certain nombre de maladies sensibles au climat en Tanzanie qui peuvent devenir plus répandues pendant la sécheresse et les inondations. Les maladies liées à l'eau telles que le choléra et le paludisme pourraient augmenter en Tanzanie en raison du changement climatique.
Dans certaines parties de la Tanzanie, les épidémies de choléra ont été liées à une augmentation des précipitations. Les épidémies de choléra dans le nord-est, le sud-est, le bassin du lac Victoria et les zones côtières de la Tanzanie étaient dues à de fortes précipitations,. La recherche a également montré que le risque initial de choléra augmentait de 15 % à 19 % pour chaque 1 °C augmentation de la température,,,. L'incidence du paludisme est connue pour être la plus élevée lors de fortes pluies et de températures élevées, car cela fait des habitats des moustiques (tels que les étangs, les piscines, les puits ou les forages, les ruisseaux, les rivières et les canaux) des sites de reproduction appropriés. Par exemple, une étude menée dans le district de Lushoto, en Tanzanie, a rapporté que les cas de paludisme étaient importants pendant les saisons de fortes précipitations et qu'il y avait un lien avec une augmentation des températures.

## Atténuation et adaptation

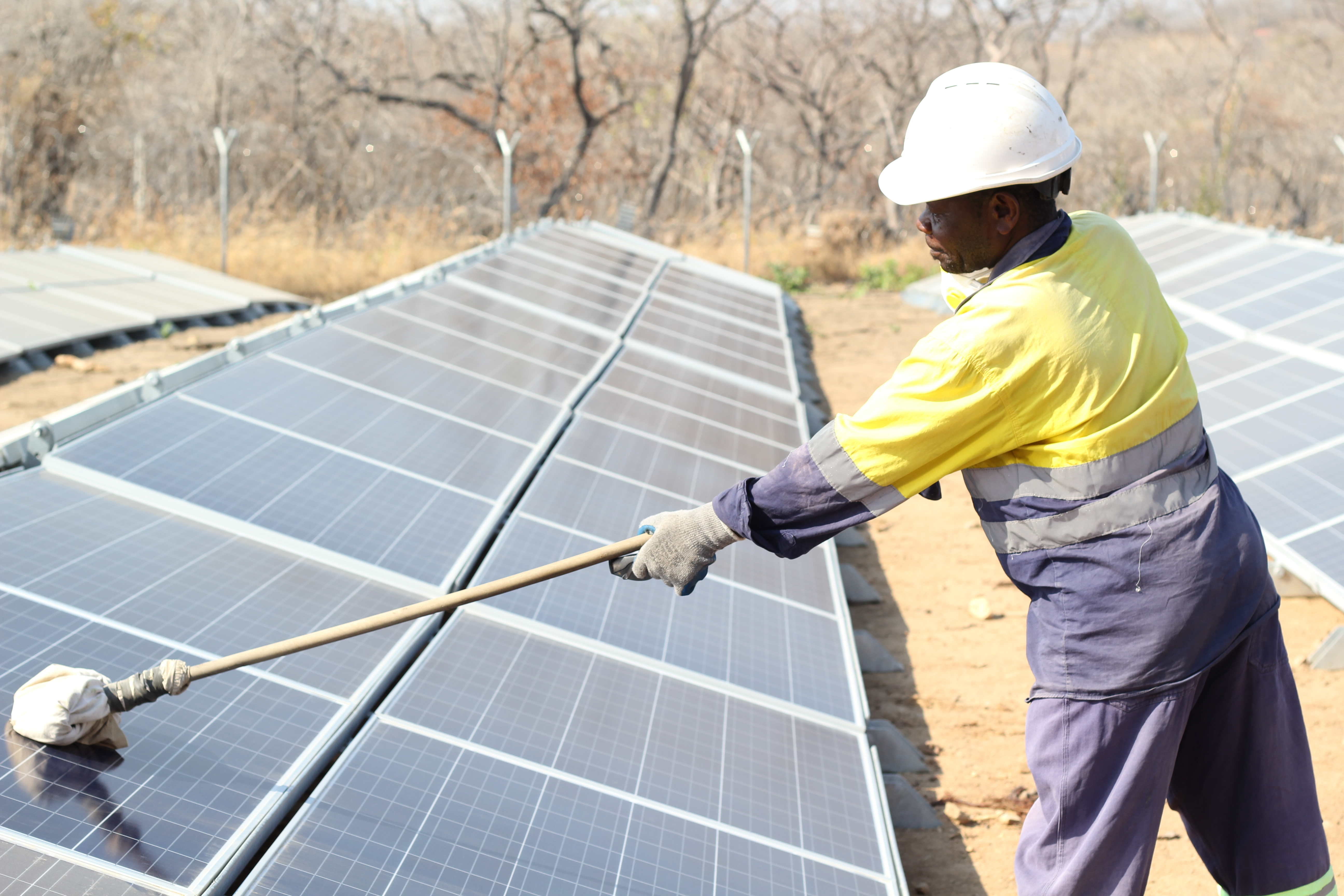
Personne nettoyant des panneaux solaires

### Politiques et législation d'adaptation
La Tanzanie a produit un programme d'action national d'adaptation (PANA) en 2007, conformément au mandat de la Convention-cadre des Nations unies sur les changements climatiques. La vision globale du PANA de la Tanzanie est d'identifier des actions immédiates et urgentes d'adaptation au changement climatique qui sont suffisamment robustes pour conduire à un développement durable à long terme dans un climat changeant. Le PANA identifie les secteurs de l'agriculture, de l'eau, de la santé et de l'énergie comme les secteurs les plus vulnérables de la Tanzanie au changement climatique. Diffusion et expansion de technologies peu coûteuses et facilement disponibles telles que les poêles à bois, ainsi que la poursuite des investissements dans des sources d'énergie alternatives telles que l'éolien et le solaire,,,.
En 2012, la Tanzanie a produit une stratégie nationale sur le changement climatique en réponse à la préoccupation croissante des impacts négatifs du changement climatique et de la variabilité climatique sur l'environnement social, économique et physique du pays,.